# Raik Hannemann
Raik Hannemann (* 19. Februar 1968 in Leipzig) ist ein deutscher Sportjournalist und ehemaliger Schwimmer.

## Werdegang
Hannemann wurde im Alter von sechs Jahren für den Schwimmsport entdeckt. Er wurde an der Kinder- und Jugendsportschule Luckenwalde gefördert.
Hannemann gewann 1989 über 200 m Lagen die Silbermedaille bei den Europameisterschaften, 1987 war es auf derselben Strecke Bronze. Über 400 m Lagen erreichte er 1985 ebenfalls EM-Bronze.
Deutscher Meister der DDR wurde Hannemann 1987, 1988, 1989 und 1990 jeweils über 200 m Lagen, 1989 über 200 m Schmetterling sowie 1987 mit den 4 × 200-m-Freistil- und 1989 mit den 4 × 100-m-Lagenstaffeln des SC Dynamo Berlin. Über 200 m Lagen wurde er 1986 ebenso Zweiter wie 1984 und 1985 über 400 m Lagen, wie 1988, 1989 und 1990 über 100 m Brust, wie 1990 über 200 m Schmetterling sowie mit den Staffeln des SC Dynamo Berlin (1987, 4 × 100 m Freistil; 1984, 4 × 200 m Freistil). Dritte Plätze bei DDR-Meisterschaften erreichte er 1984 (200 m Lagen), 1987, 1988 (jeweils 400 m Lagen) und 1989 (100 m Schmetterling).
In der Halle wurde er 1983 sowie 1985 DDR-Meister über 400 m Lagen, 1986 und 1988 jeweils über 200 m Lagen, 1988 über 200 m Brust und über 200 m Schmetterling.
Hannemann war 1988 Teilnehmer der Olympischen Sommerspiele. Im Weltcup gewann er im Jahr 1989 vier Silbermedaillen.
Anfang Dezember 1990 gestand Hannemann in einem Beitrag für die Zeitung Berliner Kurier am Abend, Dopingmittel eingenommen zu haben. Zu dieser Zeit war er bei der Zeitung als Volontär tätig. Hannemann schrieb: „Wir haben doch alle diese Pillen, diese Medaillen-Macher geschluckt. (…) Weil wir sie nehmen mußten. Weil unsere Trainer es wollten. Weil der Staat es wollte. Ich gebe zu, daß ich mit unerlaubten Mitteln experimentiert habe, weil ich scharf auf die Privilegien war. (…) Dafür brauchte ich den Erfolg. Koste es, was es wolle. So haben fast alle gedacht.“
Als Journalist war er unter anderem für die B.Z. sowie die Welt am Sonntag tätig und leitete von 2012 bis 2019 die Sportredaktion der Berliner Morgenpost. Anfang 2019 wurde er als Mitarbeiter einer Berliner Agentur für die Öffentlichkeitsarbeit des Deutschen Schwimm-Verbandes zuständig.